# Катастрофа DC-8 в Токіо (1966)
Катастрофа DC-8 в Токіо — авіаційна катастрофа, яка сталася в п'ятницю, 4 березня 1966 року в Токійському аеропорту Ханеда. Douglas DC-8-43 авіакомпанії Canadian Pacific Airlinesenru в складних метеоумовах заходив на посадку в Токіо, але врізався в хвилевідбійну стіну і зруйнувався, при цьому загинули 64 людини.

## Літак
Douglas DC-8-43 з заводським номером 45761 і серійним 237 побачив світ 7 вересня 1965 і на 14 жовтня проданий канадській авіакомпанії Canadian Pacific Airlines, де отримав бортовий номер CF-CPK (льотний номер — 606) і ім'я Empress of Edmonton (з англ. — «Імператриця Едмонтона»). Його 4 турбовентиляторних двигуна були моделі Rolls Royce 508-12 Conway. Загальне напрацювання літака становила тисячу сімсот дев'яносто дві льотних години.

## Катастрофа
Літак виконував пасажирський рейс CP402 з Гонконгу (на той час належав Великій Британії) в Ванкувер (Британська Колумбія) з проміжною посадкою в Токіо. О 16:14 JST рейс 402 з 10 членами екіпажу і 62 пасажирами на борту вилетів з Гонконгу.
До Токіо літак підійшов на ешелоні 250 (25 тисяч футів або 7,6 км) і о 19:08 почав знижуватися. У самому Токіо в цей час метеоумови були поганими, тому зниження вироблялося тільки до ешелону 140 (4,26 км). О 19:42 екіпаж повідомив про рішення почекати протягом 15 хвилин поліпшення погоди, в іншому випадку вони попрямують на запасний аеродром — Тайбей (Китайська Республіка). Незабаром диспетчер в Токіо повідомив, що видимість на ЗПС становить 2400 футів (730 метрів), після чого дав дозвіл на посадку. Однак коли авіалайнер опустився до висоти 3000 футів (914 метрів), метеоумови знову погіршилися, що змусило екіпаж ухвалити рішення йти на запасний аеродром в Тайбей.
О 20:05 рейс 402 піднявся вже до висоти 11 500 футів (3500 метрів), коли токійський авіадиспетчер передав, що видимість на ЗПС збільшилася і досягла 3000 футів (914 метрів). Далі він передав екіпажу вказівки для іншого заходу на посадку на смугу 33R (права). Захід на посадку виконувався вже в темний час доби. У милі від торця смуги екіпаж допустив зниження на 20 футів (6 метрів) нижче глісади, тому отримав вказівку короткочасно затримати зниження. Однак «Дуглас» проте продовжував знижуватися, а в 2800 футів (853 метра) від торця смуги він вдарився стійками шасі в опору № 14 вогнів наближення. Втративши від удару швидкість, лайнер почав збивати інші опори, а потім врізався в хвилевідбійну стіну і загорівся. У катастрофі вижили тільки 8 пасажирів, решта 64 людини (54 пасажири і всі 10 членів екіпажу) загинули.
На момент подій катастрофа рейсу 402 по числу жертв займала третє місце в Японії, поки менш ніж через добу її не випередила катастрофа Boeing 707 на Фудзі, в якій загинули кілька людей, що вижили в цій катастрофі канадського літака, і за трагічним збігом виявилися на борту літака, що розбився в цей же день рейсу Speedbird 911.

### Причини
За підсумками розслідування, японська комісія прийшла до висновку, що катастрофа сталася з вини екіпажу. Захід на посадку виконувався в дуже складних метеоумовах, і велика ймовірність того, що виникла оптична ілюзія, що заплутало пілотів, в результаті чого ті і допустили зниження літака нижче допустимого. В діях диспетчера ніяких помилок, здатних привести до катастрофи, знайдено не було.

## Наслідки
Катастрофа рейсу 402 сталася через 28 днів після того, як, також заходячи на посадку в Токійський аеропорт, зазнав катастрофи Boeing 727 японської компанії All Nippon Airways, в результаті чого загинули 133 людини. А всього за 17 годин після катастрофи рейса 402 (менш ніж через півгодини з моменту зльоту з Токіо над тліючим уламками DC-8) у гори Фудзі зазнав катастрофи Boeing 707 британської компанії BOAC, в результаті чого загинули 124 людини. Така низка авіакатастроф за такий короткий проміжок часу привела до значного відтоку пасажирів з авіарейсів, а 18 березня японські авіакомпанії All Nippon Airways і Japan Airlines були змушені заявити про скорочення числа внутрішніх авіарейсів, особливо між Токіо і Осакою (пасажири воліли користуватися високошвидкісної залізничної лінією Токайдо-сінкансен).